# 청송 수정사 대웅전
청송 수정사 대웅전(靑松 水晶寺 大雄殿)은 대한민국 경상북도 청송군 파천면 송강리, 수정사에 있는 대웅전이다. 1985년 8월 5일 경상북도의 문화재자료 제73호로 지정되었다.

## 같이 보기
- 수정사

## 참고 자료
- 수정사대웅전 - 국가유산청 국가유산포털